# 응답하라 1994 OST Part 3
《응답하라 1994 OST Part 3》는 tvN 화제의 드라마 응답하라 1994의 사운드트랙 음반이며, B1A4의 네 번째 사운드트랙 음반이다. 타이틀곡 그대와 함께는 드라마 느낌의 OST인 손지창, 김민종 2인조로 이루어진 더 블루의 원곡을 B1A4의 느낌을 살려 편곡해 부른 노래이다.
2014년 1월 31일, tvN 설특집 프로그램 《노래로 응답하라 1994》에 B1A4 멤버들이 함께 출연하여 '그대와 함께' 무대를 가졌다.

## 트랙리스트
| #  | 제목                    | 작사   | 작곡   | 재생 시간 |
| -- | ----------------------- | ------ | ------ | --------- |
| 1. | 〈그대와 함께〉         | 손지창 | 서영진 | 3:11      |
| 2. | 〈그대와 함께 (Inst.)〉 |        | 서영진 | 3:11      |